# Shino
Shino (z japonského 志野釉) je název pro rodiny glazur. Ať už se jedná o tradiční japonské glazury (původní japonská keramika z cca 16. století, nejprve v oblastech Mino a Seto), nebo mnohem později, ve světě vytvořené mutace. Vždy se jedná o glazury, jejichž základ je tvořen živci. Používají se jak na kameninu, tak i porcelán. Velmi pěkných efektů se dosahuje v pecích otápěných dřevem, které umožňují dosažení redukčního prostředí v pecní komoře. 